# Südliches Anhalt
Südliches Anhalt is een stad in de Duitse deelstaat Saksen-Anhalt, en maakt deel uit van de Landkreis Anhalt-Bitterfeld.
Südliches Anhalt telt 13.227 inwoners.

## Indeling gemeente
De gemeente bestaat uit de volgende Ortsteile:
- Breesen
- Cattau
- Cosa
- Diesdorf
- Edderitz
- Fernsdorf
- Fraßdorf
- Friedrichsdorf
- Glauzig
- Gnetsch
- Görzig[2]
- Gröbzig[2]
- Großbadegast
- Hinsdorf
- Hohnsdorf
- Kleinbadegast
- Kleinweißandt
- Körnitz
- Lausigk
- Lennewitz
- Libehna
- Locherau
- Maasdorf
- Meilendorf
- Naundorf
- Piethen[2]
- Pfaffendorf
- Pfriemsdorf
- Pösigk
- Prosigk
- Quellendorf
- Radegast
- Repau
- Reupzig
- Riesdorf
- Rohndorf
- Scheuder
- Storkau
- Trebbichau an der Fuhne
- Wehlau
- Weißandt-Gölzau
- Wieskau
- Wörbzig
- Zehbitz
- Zehmigkau
- Zehmitz
- Ziebigk

Aken ·
Bitterfeld-Wolfen ·
Köthen ·
Muldestausee ·
Osternienburger Land ·
Raguhn-Jeßnitz ·
Sandersdorf-Brehna ·
Südliches Anhalt ·
Zerbst/Anhalt ·
Zörbig